# Bad Radkersburg
Bad Radkersburg (fino al 1977 Radkersburg; in sloveno Radgona) è un comune austriaco di 3 115 abitanti nel distretto di Südoststeiermark, in Stiria; ha lo status di città (Stadt). Fino al 31 dicembre 2011 è stato il capoluogo del distretto di Radkersburg, poi accorpato a quello di Feldbach per costituire il nuovo distretto di Südoststeiermark; il 1º gennaio 2015 ha inglobato il comune soppresso di Radkersburg Umgebung.

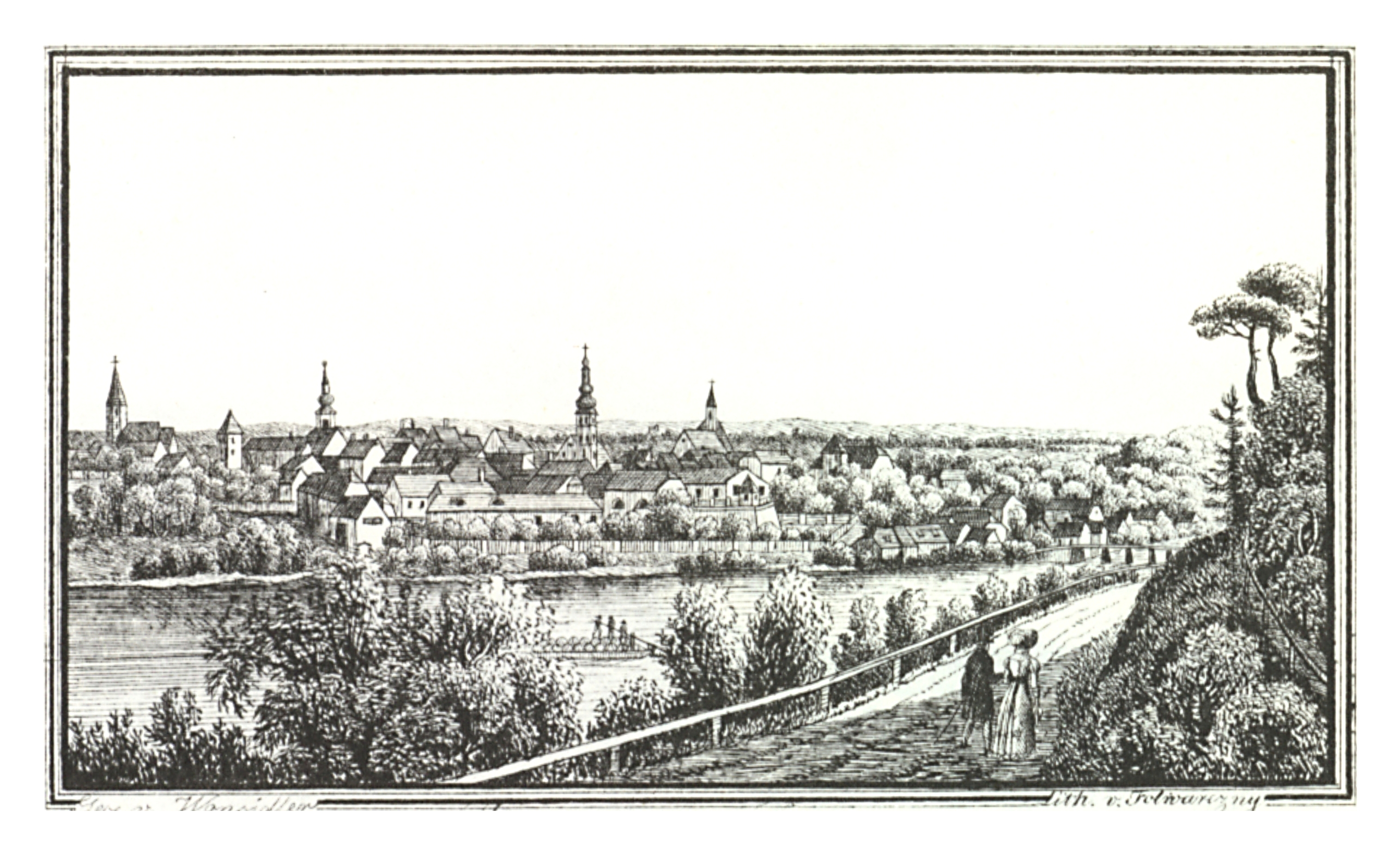
Radkersburg, 1830, Wonsiedler

Sorge al confine con la Slovenia: il fiume Mura la divide dalla città slovena di Gornja Radgona. Per un tratto è cinta da mura medievali che racchiudono il borgo. Sede di famose terme, conta numerose strutture ricettive e, circondata da boschi e campagne, è meta di cicloturismo.

## Amministrazione

### Gemellaggi
- Lenti[senza fonte]
- Varasdino[senza fonte]